# Liste der Fluggesellschaften in Osttimor
Dies ist eine Liste der Fluggesellschaften in Osttimor.

## Aktuelle Fluggesellschaften
- Aero Dili (seit 2018)
- Leste Aviation (seit 2016)
- Mission Aviation Fellowship Timor-Leste (seit 2007)

## Ehemalige Fluggesellschaften
- Air Timor (2010–2023)

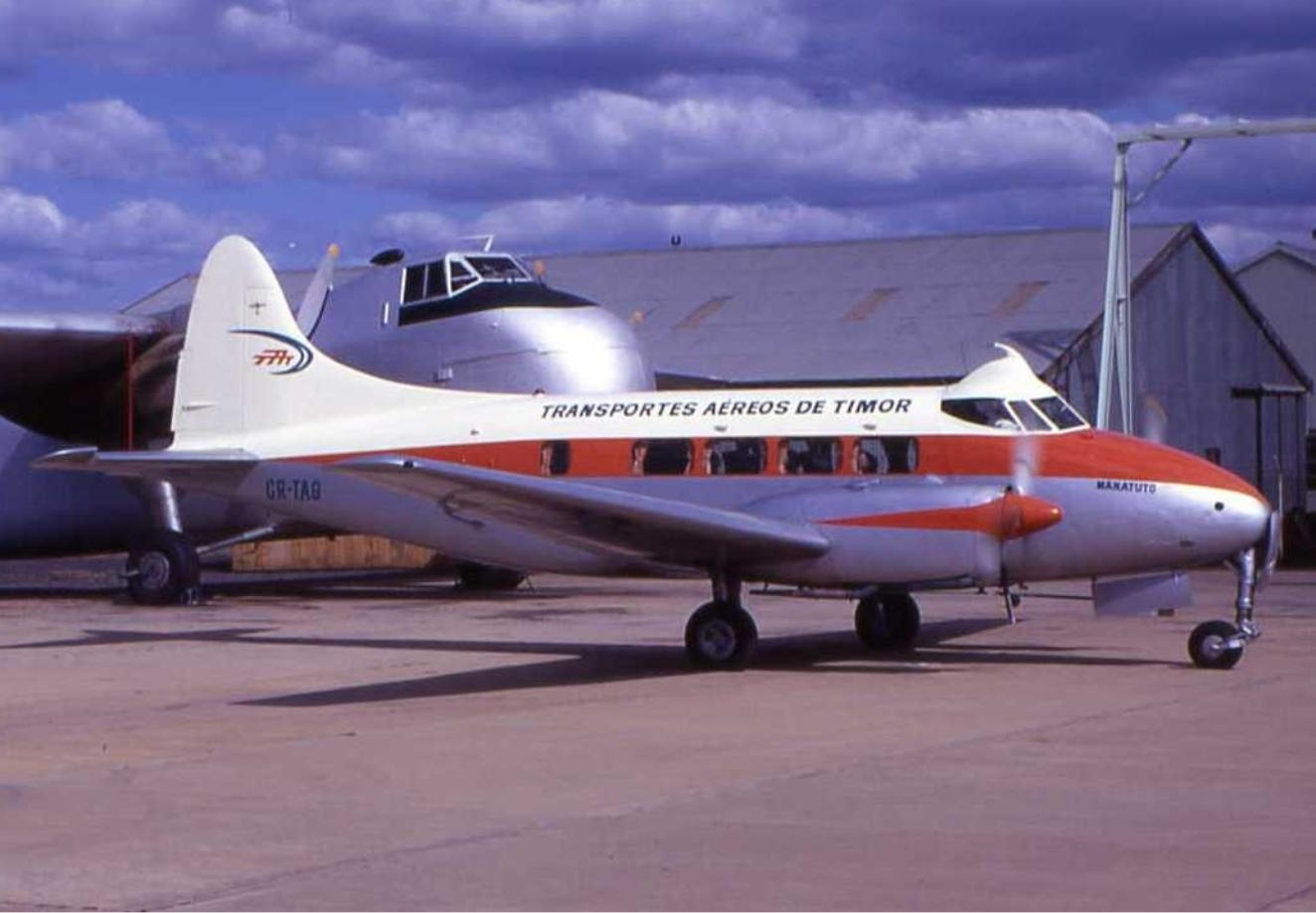
Transportes Aéreos de Timor in den frühen 1970ern

- Austasia Airlines (2001–2010), seit 2010 Air Timor
- East Timor Air (2005), ab 2010 Timor Air
- Timor Air (2010–2011)
- Timor-Leste Airlines (2010–2012)
- Transportes Aéreos de Timor (1939–1975)

## Belege
- Airlines of Timor-Leste, ch-aviation. Abgerufen am 30. Mai 2018.
- East Timor – The World's Airlines Past, Present & Future. AirlineHistory.co.uk. Abgerufen am 30. Mai 2018.